# Flevo Ferries
Flevo Ferries was de benaming van twee OV te water-verbindingen tussen Lelystad en Amsterdam en Almere en Amsterdam. Het is tevens de naam van het bedrijf dat de OV-verbinding exploiteerde in opdracht van vervoersautoriteit Flevoland.
De verbinding vanaf Lelystad begon in september 1999 en de verbinding vanaf Almere in januari 2000. Door de slechte bereikbaarheid van de aanlegplaatsen in Lelystad en Amsterdam was de dienst niet erg aantrekkelijk. Zo gingen de schepenin Amsterdam niet verder dan de Oranjesluizen bij het Zeeburgereiland, waar een pendeldienst (lijn 501) van het GVB de reizigers per bus naar het Centraal Station bracht en met lijn 502 naar Station Bijlmer.
Slechts enkele maanden later, in maart 2000, zijn de beide diensten gestaakt en is de onderneming failliet gegaan.
Aqualiner · Veolia Transport Fast Ferries · Waterbus Rotterdam-Drechtsteden

Opgeheven: RET Fast Ferry · Fast Flying Ferry · Flevo Ferries